# Sergio Cervetti
Sergio Cervetti Guigou (Dolores, Soriano, 9 de noviembre de 1940) es un músico y compositor uruguayo radicado en Estados Unidos.

## Biografía
De padre italiano y madre francesa, nació en Dolores, Uruguay. Desde niño estuvo en contacto con la música: su padre era clarinetista y su madre fue quien lo incentivó a que empezara tomar clases de piano. En Dolores comienza sus estudios de piano y solfeo con Martino Rodas y luego con Hugo Balzo. Ingresa al Conservatorio Nacional donde estudia armonía y contrapunto con los maestros Guido Santórsola y Carlos Estrada.
La música de Sergio Cervetti incluye marcadores electrónicos e instrumentales. Está compuesta para orquesta, ópera, orquesta de cámara, voz, danza y cine. Su vocabulario se basa en un cepillo de principios con doce tonos y el minimalismo, mientras que su enfoque actual es libre y flexible. Cada obra es tratada de forma individual y con frecuencia puede reflejar su América del Sur, el patrimonio francés e italiano. Una reseña del concierto para clave describe muy bien su estilo, que "... no hace ninguna distinción entre los elementos populares, la tradición europea y la estética minimalista, que son todos sin miedo y hábilmente mezcladas en una música que desafía cualquier clasificación".
Cervetti se graduó en composición en el Instituto Peabody en 1967. Más adelante pasa a estudiar con Ernst Krenek, Lazlo Halász y Stefan Grove. En 1966 ganó el premio del Festival de Caracas por su obra Cinco episodios y fue invitado por el DAAD a ser compositor en residencia en Berlín en 1969 donde escribió Lux Lucet In Tenebris para coro a capela, que ganó un premio Gaudeamus en Holanda. Después de tomar residencia en Nueva York en 1970, fue profesor en el Brooklyn College, trabajó para Virgil Thomson y estudió música electrónica con Vladimir Ussachevsky en la Universidad de Columbia. “El carro de heno”, inspirado en el tríptico de Hieronymus Bosch, estableció su reputación como compositor de música electrónica. Las selecciones son utilizadas en la película de Oliver Stone, Natural Born Killers.
Cervetti se unió a la New York University Tisch School of the Arts en 1972, donde enseñó historia de la música, la composición y la coreografía hasta 1997 y 2007-08. Su larga asociación con el mundo de la danza incluye obras, en particular 40 Second/42nd Variaciones, Viento del Diablo, Inés de Castro, realizó durante tres de Next Wave Festival del BAM, en Dance Theater Workshop, el Ballet Hispánico, Walker Arts Center, Kennedy Center, Jacob's Pillow y Sundance. También en 1972, concibió "... de la tierra ..." como una improvisación controlada por un número variable de mantenimiento de los instrumentos que toma cinco notas de Mahler Das Lied Von Der Erde.
Su alcance emocional de la música se demuestra en “El triunfo de la muerte”, un ciclo de canciones sobre la poesía de Circe Maia, para soprano y piano. "Candombe II" está disponible en CD VMM, "Nueva música para orquesta". Se trata de la orquestación de "Candombe I" para clavecín que rinde homenaje a la danza nacional de su nativo Uruguay. "Nuestras vidas son los ríos", para soprano, cuarteto de cuerdas y clave sobre un texto del poeta español Jorge Manrique, estrenado en Madrid, patrocinado por las embajadas americana, canadiense y mexicana en 2003.
“Elegía para un príncipe”, su primera ópera, fue estrenada en el New York City Opera's VOX 2007 Showcase del Skirball Center for the Performing Arts. Se trata de una adaptación libre de El príncipe feliz de Oscar Wilde, con un libreto de Elizabeth Esris. Se completó recientemente una ópera de cámara, YUM! y está colaborando en la canción de Abby, una ópera en seis cuadros basados en un personaje con síndrome de Asperger.
"Diario visual", composición electrónica para la banda sonora del film Visual Diary de la artista Valerie Sonnenthal, fue lanzado en CD en mayo de 2009. Un segmento puede disfrutarse en You Tube (http://www.youtube.com/watch?v=rms-_iRLuCw)

## Obras
Ópera
- “Elegy for a Prince” (Elegía para un Príncipe) Una metáfora lírica, ópera en dos actos. Libreto de Elizabeth Esris; estreno en tres extractos, New York City Opera’s VOX 2007 Showcase, Skirball Center, NYC.

- “Abby's Song”, Opera en seis Tableaux, para orquesta y banda sonora electrónica. Libreto de Elizabeth Esris y Robert Esris.

- “YUM Ópera en un acto para tres voces y conjunto de cámara. Libreto de Elizabeth Esris.

Orquesta
- “Candombe II” premiere Moravian Philharmonic, Oulomoc, Czech Republic Graffiti. Esta obra fue compuesta en honor de los 200 años de la fundación de Dolores, su ciudad natal.

- “Plexus” premiere National Symphony Orchestra, Washington, DC.

- “The hay wain” (El carro de heno), para orquesta y coro.
- 'Danza de las dos hojas: poema sinfónico con piano (2022)'. Premiere: Orquesta Filarmónica de Montevideo, Teatro Solis, 2024.